# Carnegie Medal
Il Carnegie Medal in Literature è un premio che viene assegnato annualmente a scrittori per bambini; fu istituito nel 1936 in onore del filantropo scozzese Andrew Carnegie.
I libri candidati devono essere scritti in inglese e devono essere stati pubblicati nel Regno Unito nell'anno precedente la nomination. La giuria è composta da 13 bibliotecari di biblioteche per ragazzi appartenenti all'organizzazione "Youth Libraries Group of Chartered Institute of Library and Information Professionals". I libri nominati vengono anche inviati a scolari di varie scuole affinché mandino il loro giudizio alla giuria. Viene anche assegnata una menzione al lavoro di illustrazione dei libri con la Kate Greenaway Medal.
L'assegnazione del premio è annunciata ogni giugno e il vincitore riceve una medaglia d'oro e un buono d'acquisto di 500 sterline da spendere in donazioni di libri a biblioteche pubbliche o scolastiche.
Il regolamento originale stabiliva che un autore potesse ricevere la medaglia solo una volta, ma successivamente la regola è stata modificata per poter permettere la valutazione di altre pubblicazioni di un autore già vincitore.

## Lista di vincitori
Nota: Dal 2007 l'anno si riferisce all'anno un cui la medaglia è stata assegnata, mentre per gli anni precedenti si considera l'anno di pubblicazione del libro.

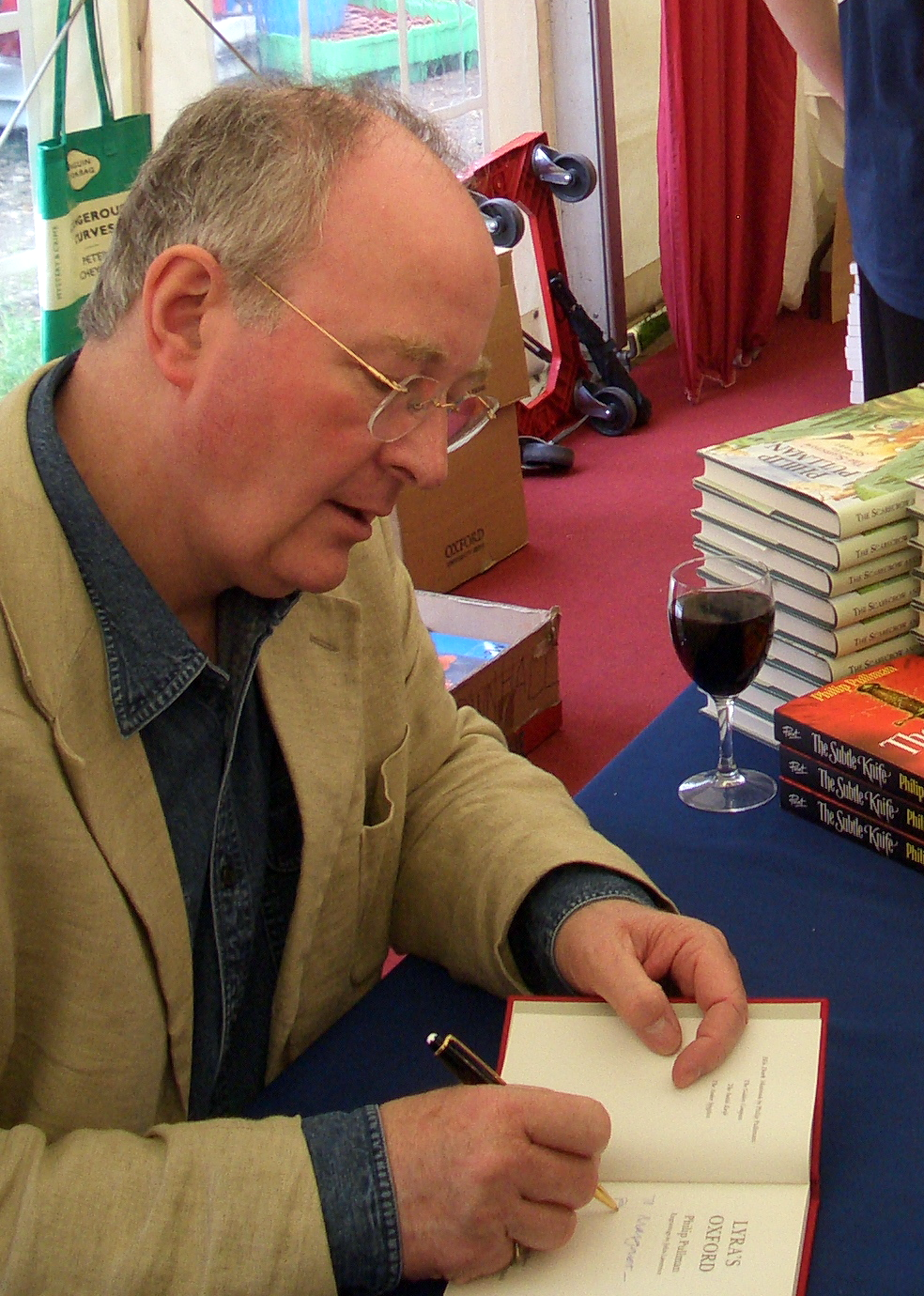
Philip Pullman vincitore del premio nel 1995

- 2025: Margaret McDonald, Glasgow Boys[2]
- 2024: Joseph Coelho, The Boy Lost in the Maze[3]
- 2023: Manon Steffan Ros, Il libro blu di Nebo (The Blue Book of Nebo)[4]
- 2022: Katya Balen, Ottobre, Ottobre (October, October)[5]
- 2021: Jason Reynolds, Tornando a casa (Look Both Ways)[6]
- 2020: Anthony McGowan, Il volo dell'allodola (Lark)[7]
- 2019: Elizabeth Acevedo, Poet X (The Poet X)
- 2018: Geraldine McCaughrean, Alla fine del mondo (Where the World Ends)
- 2017: Ruta Sepetys, Ci proteggerà la neve (Salt to the Sea)
- 2016: Sarah Crossan, One (One)
- 2015: Tanya Landman, Buffalo Soldier
- 2014: Kevin Brooks, Bunker Diary (The Bunker diary)
- 2013: Sally Gardner, Il pianeta di Standish (Maggot Moon)
- 2012: Patrick Ness, Sette minuti dopo la mezzanotte (A Monster Calls)
- 2011: Patrick Ness, Chaos. La guerra (Monsters of Men)
- 2010: Neil Gaiman, Il figlio del cimitero (The Graveyard Book)
- 2009: Siobhan Dowd, La bambina dimenticata dal tempo (Bog Child)
- 2008: Philip Reeve, Here Lies Arthur
- 2007: Meg Rosoff, Justin (Just in Case)
- 2005: Mal Peet, Tamar
- 2004: Frank Cottrell Boyce, Millions
- 2003: Jennifer Donnelly, Una voce dal lago (A Gathering Light)
- 2002: Sharon Creech, La valle dei rubini (Ruby Holler)
- 2001: Terry Pratchett, Il prodigioso Maurice e i suoi geniali roditori (The Amazing Maurice and his Educated Rodents)
- 2000: Beverley Naidoo, The Other Side of Truth
- 1999: Aidan Chambers, Cartoline dalla terra di nessuno (Postcards from No Man's Land)
- 1998: David Almond, Skellig (Skellig)
- 1997: Tim Bowler, Il ragazzo del fiume (River Boy)
- 1996: Melvin Burgess, Junk. Storia d'amore e perdizione (Junk)
- 1995: Philip Pullman, La bussola d'oro (Northern Lights)
- 1994: Theresa Breslin, Whispers in the Graveyard
- 1993: Robert Swindells, Stone Cold
- 1992: Anne Fine, Bambini di farina (Flour Babies)
- 1991: Berlie Doherty, Caro nessuno (Dear Nobody)
- 1990: Gillian Cross, Al lupo! (Wolf)
- 1989: Anne Fine, Goggle-Eyes
- 1988: Geraldine McCaughrean, Un mucchio di bugie (A Pack of Lies)
- 1987: Susan Price, The Ghost Drum
- 1986: Berlie Doherty, Granny Was a Buffer Girl
- 1985: Kevin Crossley-Holland, Storm
- 1984: Margaret Mahy, The Changeover: A Supernatural Romance
- 1983: Jan Mark, Handles
- 1982: Margaret Mahy, The Haunting
- 1981: Robert Westall, The Scarecrows
- 1980: Peter Dickinson, City of Gold
- 1979: Peter Dickinson, Tulku
- 1978: David Rees, The Exeter Blitz
- 1977: Gene Kemp, The Turbulent Term of Tyke Tiler
- 1976: Jan Mark, Thunder and Lightnings
- 1975: Robert Westall, Una macchina da guerra (The Machine Gunners)
- 1974: Mollie Hunter, The Stronghold
- 1973: Penelope Lively, Il fantasma di Thomas Kempe (The Ghost of Thomas Kempe)
- 1972: Richard Adams, La collina dei conigli (Watership Down)
- 1971: Ivan Southall, Josh
- 1970: Leon Garfield & Edward Blishen, illustrato da Charles Keeping, Il romanzo degli dei greci (The God Beneath the Sea)
- 1969: K. M. Peyton, The Edge of the Cloud
- 1968: Rosemary Harris, The Moon in the Cloud
- 1967: Alan Garner, The Owl Service
- 1966: Premio non assegnato - nessun'opera considerata meritevole
- 1965: Philip Turner, The Grange at High Force
- 1964: Sheena Porter, Nordy Bank
- 1963: Hester Burton, Time of Trial
- 1962: Pauline Clarke, The Twelve and the Genii
- 1961: Lucy M. Boston, A Stranger at Green Knowe
- 1960: Dr Ian Wolfram Cornwall, The Making of Man
- 1959: Rosemary Sutcliff, The Lantern Bearers
- 1958: Philippa Pearce, Il giardino di Mezzanotte (Tom's Midnight Garden)
- 1957: William Mayne, A Grass Rope
- 1956: C. S. Lewis, L'ultima battaglia (The Last Battle)
- 1955: Eleanor Farjeon, The Little Bookroom
- 1954: Ronald Welch, Knight Crusader
- 1953: Edward Osmond, A Valley Grows Up
- 1952: Mary Norton, Sotto il pavimento (The Borrowers)
- 1951: Cynthia Harnett, The Wool-Pack
- 1950: Elfrida Vipont, The Lark on the Wing
- 1949: Agnes Allen, The Story of Your Home
- 1948: Richard Armstrong, Sea Change
- 1947: Walter de la Mare, Collected Stories for Children
- 1946: Elizabeth Goudge, Il cavallino bianco (The Little White Horse)
- 1945: Premio non assegnato - nessun'opera considerata meritevole
- 1944: Eric Linklater, Il vento sulla luna (The Wind on the Moon)
- 1943: Premio non assegnato - nessun'opera considerata meritevole
- 1942: 'B.B.', The Little Grey Men
- 1941: Mary Treadgold, We Couldn't Leave Dinah
- 1940: Kitty Barne, Visitors from London
- 1939: Eleanor Doorly, The Radium Woman
- 1938: Noel Streatfeild, The Circus is Coming
- 1937: Eve Garnett, The Family from One End Street
- 1936: Arthur Ransome, Pigeon Post

## Candidati
Nota: Dal 2007 l'anno si riferisce all'anno un cui la medaglia è stata assegnata, mentre per gli anni precedenti si considera l'anno di pubblicazione del libro.
- 2012[8]
  - David Almond, My name in Mina, Hodder
  - Lissa Evans, Small change for stuart, Doubleday
  - Sonya Harnett, The midnight zoo, Walker
  - Ali Lewis, Everybody Jam, Andersen
  - Andy Mulligan, Trash, David Fickling
  - Annabel Pitcher, My mister lives on the mantelpiece, Walker
  - Ruta Sepetys, Between shades of grey, Puffin
- 2011[9]
  - Theresa Breslin, Prisoner of the Inquisition, Doubleday
  - Geraldine McCaughrean, The Death-Defying Pepper Roux, Oxford
  - Patrick Ness, Monsters of Men, Walker
  - Meg Rosoff, The Bride’s Farewell, Puffin
  - Marcus Sedgwick, White Crow, Orion
  - Jason Wallace, Out of Shadows, Andersen Press
- 2010[10]
  - Laurie Halse Anderson, Chains, Bloomsbury
  - Helen Grant, The Vanishing of Katharina Linden, Penguin
  - Julie Hearn, Rowan the Strange, Oxford University Press
  - Patrick Ness, The Ask and the Answer, Walker
  - Terry Pratchett, Nation, Doubleday
  - Philip Reeve, Fever Crumb, Scholastic
  - Marcus Sedgwick, Revolver, Orion
- 2009[11]
  - Frank Cottrell Boyce, Cosmic, Macmillan
  - Kevin Brooks, Black Rabbit Summer, Puffin
  - Eoin Colfer, Airman. Nato per volare' (Airman), Puffin
  - Siobhan Dowd, Bog Child, David Fickling Books
  - Keith Gray, Ostrich Boys, Definitions
  - Patrick Ness, The Knife of Never Letting Go, Walker
  - Kate Thompson, Creature of the Night, Bodley Head
- 2008
  - Kevin Crossley-Holland, Gatty's Tale, Orion
  - Linzi Glass, Ruby Red, Penguin
  - Elizabeth Laird, Crusade, Macmillan
  - Tanya Landman, Apache: Girl Warrior, Walker
  - Philip Reeve, Here Lies Arthur, Scholastic
  - Meg Rosoff, What I Was, Penguin
  - Jenny Valentine, Finding Violet Park, HarperCollins
- 2007
  - Kevin Brooks, The Road of the Dead, The Chicken House
  - Siobhan Dowd, A Swift Pure Cry, David Ficking Books
  - Anne Fine, The Road of Bones, Doubleday
  - Ally Kennen, Beast, Marion Lloyd Books
  - Meg Rosoff, Just in Case, Penguin
  - Marcus Sedgwick, My Swordhand is Singing, Orion
- 2005
  - David Almond, Clay, Hodder Children's Books
  - Frank Cottrell Boyce, Framed, Macmillan Children's Books
  - Jan Mark, Turbulence, Hodder Children's Books
  - Geraldine McCaughrean, The White Darkness, Oxford University Press
  - Mal Peet, Tamar, Walker Books
- 2004
  - Anne Cassidy, Looking for JJ, Scholastic Children's Books
  - Gennifer Choldenko, Al Capone Does My Shirts, Bloomsbury
  - Frank Cottrell Boyce, Millions, Macmillan
  - Sharon Creech, Heartbeat, Bloomsbury
  - Eva Ibbotson, The Star of Kazan, Macmillan
  - Philip Pullman, The Scarecrow and his Servant, Doubleday
- 2003
  - David Almond, The Fire Eaters, Hodder Children's Books
  - Jennifer Donnelly, A Gathering Light, Bloomsbury
  - Mark Haddon, Lo strano caso del cane ucciso a mezzanotte (The Curious Incident of the Dog in the Night-time), David Fickling Books
  - Elizabeth Laird, The Garbage King, Macmillan
  - Michael Morpurgo, Private Peaceful, Collins
  - Linda Newbery, Sisterland, David Fickling Books
- 2002
  - Kevin Brooks, Martyn Pig, The Chicken House
  - Sharon Creech, Ruby Holler, Bloomsbury Children's Books
  - Anne Fine, Up On Cloud Nine, Corgi Books
  - Alan Gibbons, The Edge, Dolphin Paperbacks
  - Lian Hearn, Across the Nightingale Floor, Macmillan Children's Books
  - Linda Newbery, The Shell House, David Fickling Books
  - Marcus Sedgwick, The Dark Horse, Dolphin Paperbacks
- 2001
  - Sharon Creech, Love that Dog, Bloomsbury Children's Books
  - Peter Dickinson, The Ropemaker, Macmillan Children's Books
  - Eva Ibbotson, Journey to the River Sea, Macmillan Children's Books
  - Elizabeth Laird, Jake's Tower, Macmillan Children's Books
  - Geraldine McCaughrean, The Kite Rider, Oxford University Press
  - Geraldine McCaughrean, Stop the Train, Oxford University Press
  - Terry Pratchett, Il prodigioso Maurice e i suoi geniali roditori (The Amazing Maurice and his Educated Rodents), Doubleday
- 2000
  - David Almond, Heaven Eyes, Hodder Children's Books
  - Melvin Burgess, The Ghost Behind the Wall, Andersen Press
  - Sharon Creech, The Wanderer, Macmillan Children's Books
  - Jamila Gavin, Coram Boy, Mammoth
  - Adéle Geras, Troy, Scholastic David Fickling Books
  - Alan Gibbons, Shadow of the Minotaur, Orion
  - Beverley Naidoo, The Other Side of Truth, Puffin Books
  - Philip Pullman, The Amber Spyglass, Scholastic David Fickling Books
- 1999
  - David Almond, Kit's Wilderness, Hodder Children's Books
  - Bernard Ashley, Little Soldier, Orchard Books
  - Aidan Chambers, Cartoline dalla terra di nessuno (Postcards from No Man's Land), Bodley Head Children's Books
  - Susan Cooper, King of Shadows, Bodley Head Children's Books
  - Gillian Cross, Tightrope, Oxford University Press
  - Jenny Nimmo, The Rinaldi Ring, Mammoth
  - J. K. Rowling, Harry Potter e il prigioniero di Azkaban (Harry Potter and the Prisoner of Azkaban), Bloomsbury Children's Books
  - Jacqueline Wilson, The Illustrated Mum, Doubleday
- 1998
  - David Almond, Skellig
  - Robert Cormier, Heroes
  - Peter Dickinson, The Kin
  - Chris d'Lacey, Fly, Cherokee, Fly
  - Susan Price, The Sterkarm Handshake
- 1997
  - Malorie Blackman, Pig-heart Boy
  - Henrietta Branford, Fire, Bed and Bone
  - Tim Bowler, Il ragazzo del fiume (River Boy)
  - Geraldine McCaughrean, Forever X
  - Philip Ridley, Scribbleboy
  - J. K. Rowling, Harry Potter e la pietra filosofale (Harry Potter and the Philosopher's Stone)
  - Theresa Tomlinson, Meet me by the Steel Men
- 1996
  - Melvin Burgess, Junk
  - Michael Coleman, Weirdo's War
  - Anne Fine, The Tulip Touch
  - Elizabeth Laird, Secret Friends
  - Terry Pratchett, J.M. e la bomba (Johnny and the Bomb)
  - Philip Pullman, Clockwork
  - Chloe Rayban, Love in Cyberia
  - Jacqueline Wilson, Bad Girls
- 1995
  - Susan Gates, Raider
  - Philip Pullman, La bussola d'oro (Northern Lights)
  - Jacqueline Wilson, Double Act
- 1994
  - Lynne Reid Banks, Broken Bridge
  - Theresa Breslin, Whispers in the Graveyard
  - Berlie Doherty, Willa and Old Miss Annie
  - Lesley Howarth, Maphead
  - Michael Morpurgo, Arthur, High King of Britain
  - Jenny Nimmo, Griffin's Castle
  - Robert Westall, A Time of Fire
  - Jacqueline Wilson, The Bed and Breakfast Star
- 1993
  - Melvin Burgess, The Baby and Fly Pie
  - Anne Merrick, Someone Came Knocking
  - Jenny Nimmo, The Stone Mouse
  - Robert Swindells, Stone Cold

## Nomination
Nota: Dal 2007 l'anno si riferisce all'anno un cui la medaglia è stata assegnata, mentre per gli anni precedenti si considera l'anno di pubblicazione del libro.
- 2009
  - David Almond, My Dad's a Birdman, Walker
  - David Almond, The Savage, Walker
  - Malorie Blackman, The Stuff of Nightmares, Doubleday
  - Michael Bond, Paddington Here and Now, Harper Collins
  - Frank Cottrell Boyce, Cosmic, Macmillan
  - Chris Bradford, Young Samurai: The Way of the Warrior, Puffin
  - Theresa Breslin, The Nostradamus Prophecy, Doubleday
  - Kevin Brooks, Black Rabbit Summer, Puffin
  - N. M. Browne, Shadow Web, Bloomsbury
  - Linda Buckley-Archer, Il ladro del tempo (The Tar Man), Simon & Schuster
  - Emma Clayton, The Roar, Chicken House
  - Eoin Colfer, Airman - Nato per volare (Airman), Puffin
  - Eoin Colfer, Artemis Fowl and the Time Paradox, Puffin
  - B.R. Collins, The Traitor Game, Bloomsbury
  - Siobhan Dowd, Bog Child, David Fickling Books
  - Nancy Farmer, The Land of the Silver Apples, Simon & Schuster
  - Mary Finn, Anila's Journey, Walker
  - Sally Gardner, The Red Necklace, Orion
  - Jamila Gavin, The Robber Baron's Daughter, Egmont
  - Julia Golding, Empty Quarter, Egmont
  - Keith Gray, Ostrich Boys, Definitions
  - Mary Hoffman, Stravaganza: City of Secrets, Bloomsbury
  - Mary Hooper, Newes from the Dead, Bodley Head
  - Anthony Horowitz, Snakehead, Walker
  - Eva Ibbotson, The Dragonfly Pool, Macmillan
  - Elizabeth Laird, Lost Riders, Macmillan
  - Tanya Landman, The Goldsmith's Daughter, Walker
  - Ingrid Lee, Dog Lost, Chicken House
  - Geraldine McCaughrean, Tamburlaine's Elephants, Usborne
  - Anthony McGowan, The Knife That Killed Me, Definitions
  - Sophie McKenzie, Blood Ties, Simon & Schuster
  - Michelle Magorian, Just Henry, Egmont
  - Gemma Malley, The Declaration, Bloomsbury
  - Katy Moran, Bloodline, Walker
  - Robert Muchamore, CHERUB: The Sleepwalker, Hodder
  - Patrick Ness, The Knife of Never Letting Go, Walker
  - Sally Nicholls, Ways to Live Forever, Marion Lloyd Books
  - Joanne Owen, Puppet Master, Orion
  - Chris Priestley, Uncle Montague's Tales of Terror, Bloomsbury
  - Philip Pullman, Once Upon a Time in the North, David Fickling Books
  - Celia Rees, Sovay, Bloomsbury
  - Gareth Thompson, Sunshine to the Sunless, Definitions
  - Kate Thompson, Creature of the Night, Bodley Head
  - Jenny Valentine, Broken Soup, Harper Collins
- 2008
  - Allan Ahlberg, The Boyhood of Burglar Bill, Puffin
  - Julie Bertagna, Zenith, Young Picador
  - Beverley Birch, Rift, Egmont
  - Tim Bowler, Frozen Fire, OUP
  - Kevin Brooks, Being, Puffin
  - Eoin Colfer, The Legend of the Worst Boy in the World, Puffin
  - Kevin Crossley-Holland, Gatty's Tale, Orion
  - Sharon Dogar, Waves, Chicken House
  - Siobhan Dowd, The London Eye Mystery, David Fickling
  - Jenny Downham, Voglio vivere prima di morire  (Before I Die), David Fickling
  - Carol Ann Duffy, The Hat, Faber
  - Catherine Fisher, Incarceron, Hodder
  - Charlie Fletcher, Stoneheart, Hodder
  - David Gilman, Il respiro del diavolo (The Devil's Breath), Puffin
  - Linzi Glass, Ruby Red, Penguin
  - Matt Haig, Shadow Forest, Bodley Head
  - Frances Hardinge, Verdigris Deep, Macmillan
  - Mary Hooper, The Remarkable Life and Times of Eliza Rose, Bloomsbury
  - Diana Wynne Jones, The Pinhoe Egg, HarperCollins
  - Ally Kennen, Berserk, Marion Lloyd Books
  - Alice Kuipers, Life on the Refrigerator Door, Macmillan
  - Elizabeth Laird, Crusade, Macmillan
  - Tanya Landman, Apache: Girl Warrior, Walker Books
  - Derek Landy, Skulduggery Pleasant, HarperCollins
  - Tim Lott, Fearless, Walker Books
  - Geraldine McCaughrean, Peter Pan in Scarlet, OUP
  - Sophie McKenzie, Girl, Missing, Simon & Schuster
  - Michael Morpurgo, Alone on a Wide, Wide Sea, HarperCollins
  - Michelle Paver, Soul Eater, Orion
  - Mal Peet, The Penalty, Walker Books
  - Terry Pratchett, Wintersmith, Doubleday
  - Philip Reeve, Here Lies Arthur, Scholastic
  - Chris Riddell, Ottoline and the Yellow Cat, Macmillan
  - Katherine Roberts, I am the Great Horse, Chicken House
  - Mark Robson, Imperial Assassin, Simon & Schuster
  - Meg Rosoff, What I Was, Puffin
  - J. K. Rowling, Harry Potter e i Doni della Morte (Harry Potter and the Deathly Hallows), Bloomsbury
  - Lauren St. John, Dolphin Song, Orion
  - Marcus Sedgwick, Blood Red, Snow White, Orion
  - Sarah Singleton, Sacrifice, Simon & Schuster
  - Tabitha Suzuma, From Where I Stand, Bodley Head
  - Kate Thompson, The Last of the High Kings, Bodley Head
  - Jenny Valentine, Finding Violet Park, HarperCollins
  - Jeanne Willis, Shamanka, Walker Books
  - Sarah Wray, The Forbidden Room, Faber
- 2007
  - Rachel Anderson, Red Moon, Hodder Children's Books
  - John Boyne, The Boy in the Striped Pyjamas, David Fickling Books
  - Theresa Breslin, The Medici Seal, Doubleday
  - Kevin Brooks, The Road of the Dead, The Chicken House
  - Linda Buckley-Archer, Gideon the Cutpurse, Simon & Schuster
  - Melvin Burgess, Sara's Face, Andersen Press
  - Anne Cassidy, The Story of My Life, Scholastic
  - Eoin Colfer, Half Moon Investigations, Puffin
  - Susan Cooper, Victory, Bodley Head
  - Siobhan Dowd, A Swift Pure Cry, David Ficking Books
  - Helen Dunmore, The Tide Knot, HarperCollins
  - Anne Fine, The Road of Bones, Doubleday
  - Linzi Glass, The Year the Gypsies Came, Penguin
  - Julia Golding, Secret of the Sirens, Oxford University Press
  - Julie Hearn, Ivy, Oxford University Press
  - Charlie Higson, Blood Fever, Puffin
  - Graham Joyce, Do the Creepy Thing, Faber & Faber
  - Ally Kennen, Beast, Marion Lloyd Books
  - Geraldine McCaughrean, Cyrano, Oxford University Press
  - Paul Magrs, Exchange, Simon & Schuster
  - Graham Marks, Tokyo, Bloomsbury
  - Sue Mayfield, Damage, Hodder Children's Books
  - P R Morrison, The Wind Tamer, Bloomsbury
  - Linda Newbery, Set in Stone, David Fickling
  - Meg Rosoff, Just in Case, Penguin
  - Laura Ruby, The Wall and the Wing, HarperCollins
  - Eric Schlosser & Charles Wilson, Chew on This, Penguin
  - Marcus Sedgwick, My Swordhand is Singing, Orion
  - Alex Shearer, Tins, Macmillan
  - Paul Stewart, Hugo Pepper, Doubleday
  - Kate Thompson, The Fourth Horseman, Bodley Head
  - Theresa Tomlinson, Wolf Girl, Corgi
  - Ann Turnbull, Forged in the Fire, Walker
  - Catherine Webb, The Extraordinary and Unusual Adventures of Horatio Lyle, Atom
  - Jeanne Willis, Mayfly Day, Andersen Press
  - Jeanette Winterson, Tanglewreck, Bloomsbury
  - Chris Wooding, Storm Thief, Scholastic
- 2005
  - David Almond, Clay, Hodder Children's Books
  - Steve Augarde, Celandine, David Fickling Books
  - Malorie Blackman, Checkmate, Doubleday
  - Frank Cottrell Boyce, Framed, Macmillan Children's Books
  - Theresa Breslin, Divided City, Doubleday
  - Kevin Brooks, Candy, The Chicken House
  - Anne Cassidy, Birthday Blues, Scholastic
  - Chiara Cervasio & Sarah Marshall (editors), Dis N Dat, Poetry Now
  - Aidan Chambers, This Is All, Bodley Head Children's Books
  - Pauline Chandler, Warrior Girl, Oxford University Press
  - Julia Clarke, The Other Alice, Oxford University Press
  - Carol Ann Duffy, Another Night Before Christmas, John Murray
  - Helen Dunmore, Ingo, Harper Collins Children's Books
  - Catherine Fisher, Darkhenge, Bodley Head Children's Books
  - Catherine Forde, The Drowning Pond, Egmont
  - Sally Gardner, I, Coriander, Orion Children's Books
  - Adele Geras, Ithaka, David Fickling Books
  - Keith Gray, The Fearful, Bodley Head Children's Books
  - Julie Hearn, The Merrybegot, Oxford University Press
  - Stuart Hill, The Cry of the Icemark, The Chicken House
  - Nigel Hinton, Time Bomb, Puffin Books
  - Anthony Horowitz, Ark Angel, Walker Books
  - Diana Wynne Jones, Conrad's Fate, Harper Collins Children's Books
  - Graham Joyce, TWOC, Faber and Faber
  - Brian Keaney, Jacob's Ladder, Orchard Books
  - Catherine MacPhail, Roxy's Baby, Bloomsbury
  - Jan Mark, Riding Tycho, Macmillan Children's Books
  - Jan Mark, Turbulence, Hodder Children's Books
  - Geraldine McCaughrean, The White Darkness, Oxford University Press
  - Michael Morpurgo, The Amazing Story of Adolphus Tips, Harper Collins Children's Books
  - William Nicholson, Seeker, Egmont
  - Kenneth Oppel, Skybreaker, Hodder Children's Books
  - Michelle Paver, Spirit Walker, Orion Children's Books
  - Mal Peet, |Tamar, Walker Books
  - J. K. Rowling, Harry Potter e il principe mezzosangue (Harry Potter and the Half-Blood Prince), Bloomsbury
  - S. F. Said, The Outlaw Varjak Paw, David Fickling
  - Marcus Sedgwick, The Foreshadowing, Orion Children's Books
  - Nicky Singer, The Innocent's Story, Oxford University Press
  - Jonathan Stroud, Ptolemy's Gate, Doubleday
  - Kate Thompson, The New Policeman, Bodley Head Children's Books
  - Sandi Toksvig, Hitler's Canary, Doubleday
  - Karen Wallace, The Unrivalled Spangles, Simon and Schuster
  - Jacqueline Wilson, Love Lessons, Doubleday
  - Rick Yancey, The Extraordinary Adventures of Alfred Kropp, Bloomsbury
  - Gabrielle Zevin, Elsewhere, Bloomsbury
- 2004
  - Alison Allen-Gray, Unique, Oxford University Press
  - Lynne Reid Banks, Tiger, Tiger, HarperCollins
  - Frank Beddor, The Looking Glass Wars, Egmont
  - Malorie Blackman, Cloud Busting, Doubleday
  - Malorie Blackman, Il filo del coltello, Doubleday
  - Tim Bowler, Apocalypse, Oxford University Press
  - Frank Cottrell Boyce, Millions, Macmillan
  - Theresa Breslin, Saskia's Journey, Doubleday
  - Kevin Brooks, Kissing the Rain, Chicken House
  - N. M. Browne, Basilisk, Bloomsbury
  - Anne Cassidy, Looking for JJ, Scholastic Children's Books
  - Gennifer Choldenko, Al Capone Does My Shirts, Bloomsbury
  - Sharon Creech, Heartbeat, Bloomsbury
  - Anna Dale, Whispering to Witches, Bloomsbury
  - Peter Dickinson, The Gift Boat, Macmillan
  - Chris d'Lacey, Horace, Corgi Yearling
  - Catherine Forde, Skarrs, Egmont
  - Alan Gibbons, The Defender, Orion Children's Books
  - Alan Gibbons, The Lost Boys' Appreciation Society, Orion Children's Books
  - Sally Grindley, Spilled Water, Bloomsbury
  - Lian Hearn, Brilliance of the Moon, Macmillan
  - Mary Hooper, Petals in the Ashes, Bloomsbury
  - Eva Ibbotson, The Star of Kazan, Macmillan
  - Julia Jarman, Peace Weavers, Andersen Press
  - Dick King-Smith, Just Binnie, Puffin Books
  - Elizabeth Laird, Paradise End, Macmillan
  - Sue Limb, Girl, 15, Charming But Insane, Bloomsbury
  - Catherine MacPhail, Catch Us If You Can, Puffin Books
  - Catherine MacPhail, Underworld, Bloomsbury
  - Geraldine McCaughrean, Not the End of the World, Oxford University Press
  - Geraldine McCaughrean, Smile!, Oxford University Press
  - Jan Mark, Useful Idiots, David Fickling Books
  - Beverley Naidoo, Web of Lies, Puffin Books
  - Linda Newbery, At the Firefly Gate, Orion Children's Books
  - Kenneth Oppel, Airborn, Hodder Children's Books
  - Michelle Paver, Wolf Brother, Orion Children's Books
  - Philippa Pearce, The Little Gentleman, Puffin Books
  - Andrew Fusek Peters & Polly Peters, Crash, Hodder Children's Books
  - Philip Pullman, The Scarecrow and his Servant, Doubleday
  - Bali Rai, Rani and Sukh, Corgi Books
  - Gwyneth Rees, My Mum's from Planet Pluto, Macmillan
  - Michael Rosen, Sad Book, Walker Books
  - Meg Rosoff, How I Live Now, Penguin Books
  - Paul Shipton, The Pig Scrolls, Puffin Books
  - Jonathan Stroud, The Golem's Eye, Doubleday
  - Robert Swindells, Ruby Tanya, Doubleday
  - Catherine Webb, Timekeepers, Atom
  - Jeanne Willis, Dumb Creatures, Macmillan
  - Jacqueline Wilson, Amiche del cuore, Doubleday
- 2003
  - David Almond, The Fire-Eaters, Hodder Children's Books
  - Steve Augarde, The Various, David Fickling
  - Julia Bertagna, The Opposite of Chocolate, Macmillan/Young Picador
  - Kevin Brooks, Lucas, The Chicken House
  - Kevin Crossley-Holland, King of the Middle March, Orion Children's Books
  - Peter Dickinson, Tears of the Salamander, Macmillan Children's Books
  - Berlie Doherty, Deep Secret, Puffin Books
  - Jennifer Donnelly, A Gathering Light, Bloomsbury
  - Anne Fine, The More the Merrier, Doubleday
  - Jamila Gavin, The Blood Stone, Egmont Books
  - Alan Gibbons, Caught in the Crossfire, Orion Children's books
  - Keith Gray, Malarkey, Red Fox
  - Mark Haddon, Lo strano caso del cane ucciso a mezzanotte (The Curious Incident of the Dog in the Night-time), David Fickling Books
  - Julie Hearn, Follow Me Down, Oxford University Press
  - Lian Hearn, Grass for His Pillow, Macmillan
  - Anthony Horowitz, Eagle Strike, Walker
  - Elizabeth Laird, The Garbage King, Macmillan
  - Elizabeth Laird & Sonia Nimr, A Little Piece of Ground, Macmillan Children's Books
  - Joan Lingard, Tell the Moon to Come Out, Puffin
  - Jan Mark, Something in the Air, Doubleday
  - L. S. Mathews, Fish, Hodder
  - Sue Mayfield, Voices, Hodder and Stoughton
  - Michael Morpurgo, Private Peaceful, Collins
  - Linda Newbery, Sisterland, David Fickling Books
  - C. Z. Nightingale, Grass, Puffin Books
  - Mal Peet, Keeper, Walker Books
  - Terry Pratchett, The Wee Free Men, Doubleday
  - Susan Price, A Sterkarm Kiss, Scholastic Press
  - Philip Pullman, Lyra's Oxford, David Fickling Books
  - J. K. Rowling, Harry Potter e l'Ordine della Fenice (Harry Potter and the Order of the Phoenix), Bloomsbury
  - Celia Rees, Pirates!, Bloomsbury
  - Philip Reeve, Predator's Gold, Scholastic Press
  - Marcus Sedgwick, The Book of Dead Days, Orion Children's Books
  - Alex Shearer, The Speed of the Dark, Macmillan Children's Books
  - Paul Stewart & Chris Riddell, Muddle Earth, Macmillan Children's Books
  - Jonathan Stroud, The Amulet of Samarkand, Doubleday
  - G. P. Taylor, Shadowmancer, Faber Children's Books
    - successivamente escluso perché pubblicato prima del 2003[12]

  - Eleanor Updale, Montmorency, Scholastic Press
  - Chris Wooding, Poison, Scholastic Press
- 2002
  - Allan Ahlberg, The Improbable Cat, Puffin
  - Julia Bell, Massive, Pan Macmillan
  - Julie Bertagna, Exodus, MacMillan
  - Tim Bowler, Starseeker, Oxford University Press
  - Theresa Breslin, Remembrance, Doubleday
  - Kevin Brooks, Martyn Pig, The Chicken House
  - Lauren Child, Utterly Me, Clarice Bean, Orchard
  - Eoin Colfer, Artemis Fowl: The Arctic Incident, Viking
  - Sharon Creech, Ruby Holler, Bloomsbury Children's Books
  - Nancy Farmer, The House of the Scorpion, Simon & Schuster
  - Anne Fine, Up On Cloud Nine, Corgi Books
  - Catherine Fisher, Corbenic, Red Fox
  - Neil Gaiman, Coraline, Bloomsbury
  - Alan Gibbons, The Edge, Dolphin Paperbacks
  - Morris Gleitzman, Boy Overboard, Viking
  - Keith Gray, Warehouse, Random House
  - Philip Gross, Going for Stone, Oxford University Press
  - Lian Hearn, Across the Nightingale Floor, Macmillan Children's Books
  - Mary Hoffman, Stravaganza: City of Masks, Bloomsbury
  - Anthony Horowitz, Skeleton Key, Walker Books
  - Lesley Howarth, Carwash, Puffin
  - Julia Jarman, Ghost Writer, Andersen Press
  - Ben Jeaps, The Xenocide Mission, David Fickling
  - Jackie Kay, Straw Girl, Macmillan
  - Catherine MacPhail, Dark Waters, Bloomsbury
  - Margaret Mahy, Alchemy, HarperCollins
  - Lynne Markham, Blazing Star, Egmont Books
  - Paul May, Green Fingers, Corgi Yearling
  - Linda Newbery, The Shell House, David Fickling Books
  - William Nicholson, Firesong, Egmont Children's Books
  - Maggie Pearson, Shadow of the Beast, Hodder
  - Susan Price, The King's Head, Scholastic
  - Maggie Prince, Raider's Tide, Collins
  - Philip Ridley, Mighty Fizz Chilla, Puffin
  - Marcus Sedgwick, The Dark Horse, Dolphin Paperbacks
  - Nicky Singer, Feather Boy, Collins
  - Lemony Snicket, L'atroce accademia (The Austere Academy), Egmont
  - Lemony Snicket, L'ascensore ansiogeno (The Ersatz Elevator), Egmont
  - Jacqueline Wilson, Secrets, Random House

## Carnegie of Carnegies(2007)
Per il settantesimo anniversario del Carnegie Medal, gli organizzatori hanno indetto una votazione su internet per la migliore opera tra tutte quelle vincitrici del premio. Il sondaggio è stato lanciato il 20 aprile 2007 e l'opera vincitrice è risultata Northern Lights di Philip Pullman. Il risultato è stato annunciato il 21 giugno alla British Library.